# Tursiops

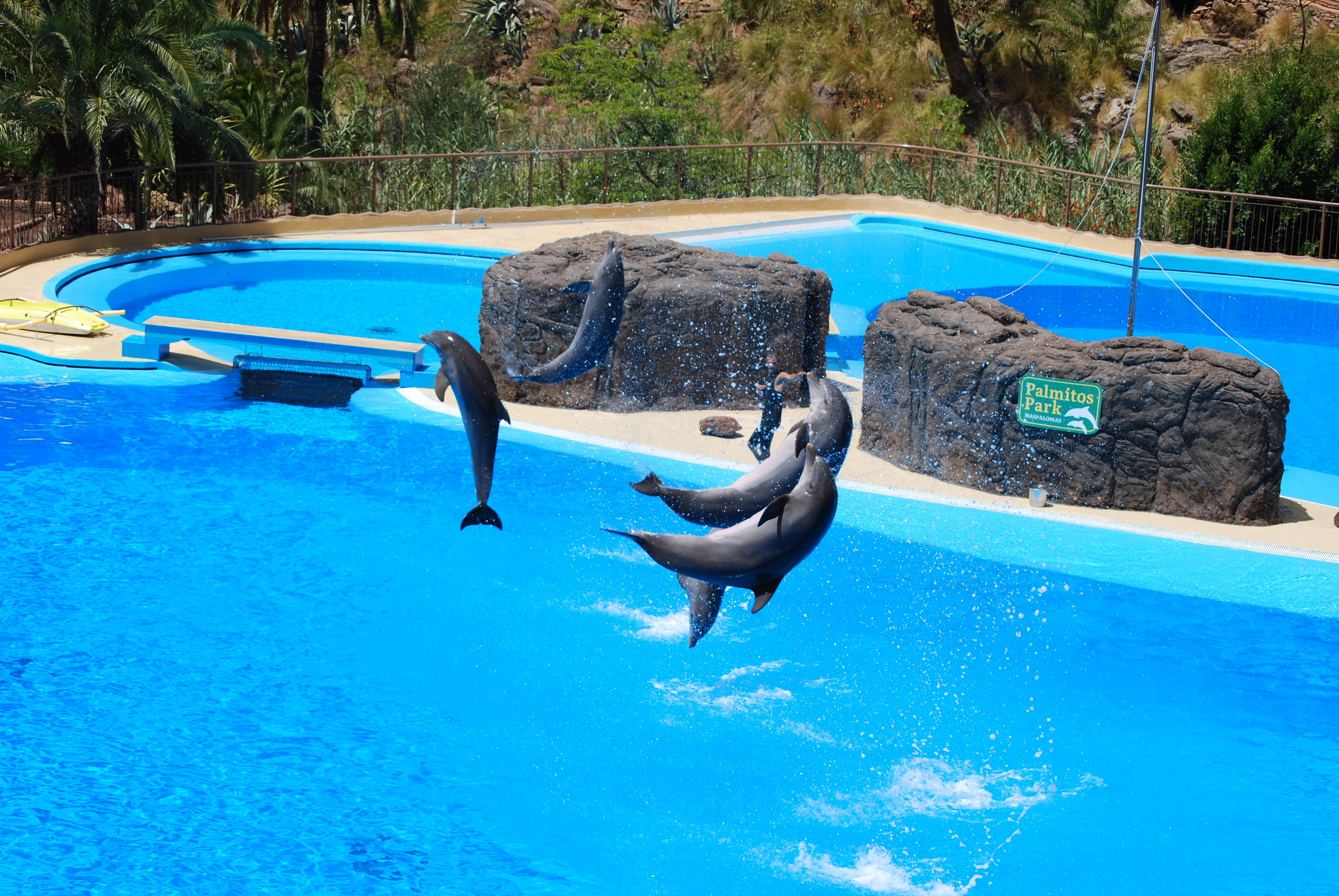
Delfines mulares en Palmitos Park, Gran Canaria, España.

Tursiops es un género de cetáceos odontocetos de la familia Delphinidae, siendo el único representante de dicha familia. Son conocidos como delfines mulares o delfines nariz de botella.
Tradicionalmente han sido descritas dos especies: Tursiops truncatus y Tursiops aduncus, si bien recientes estudios morfológicos y de ADN han permitido incluir una tercera especie (Tursiops australis) habitante en el sur de Australia, y una cuarta (Tursiops gephyreus) que vive en el sudeste de Sudamérica.

## Especies
- Tursiops truncatus
- Tursiops aduncus
- Tursiops australis